# 警察庁警備局国際テロリズム対策課

警察庁警備局国際テロリズム対策課（けいさつちょうけいびきょくこくさいてろりずむたいさくか、英語　Counter International Terrorism Division）は、警察庁警備局外事情報部で国際テロリズムを捜査する課である。通称国テロ。

## 概要
警視庁公安部外事第四課及び各道府県警察本部警備部の国際テロリズム対策室を統括するほか、国外での国際テロリズム捜査に従事している。
対象は主にアルカーイダ、ヒズボラなどのイスラーム過激派・イスラム革命防衛隊などイラン情報機関・日本赤軍、よど号グループなど国外逃亡中の極左暴力集団とされる。
国際テロリズム対策課員は警察庁職員と警視庁及び各道府県警察本部から出向中のノンキャリア警察官で構成されている。警察庁職員は警察大学校で語学研修を受けるなど、外国語が堪能であるとされている。国際テロリズム対策課員は、外交特権に頼らない立場で中東・中央アジア・ヨーロッパに派遣され、現地の機関と接触しているという。
国内での国際テロリズム捜査は、警視庁公安部外事第四課及び各道府県警察本部警備部の国際テロリズム対策室が行っており、公開情報の収集・特定の在日外国人への視察などを行っているとされる。アメリカ情報機関から国際テロリズム対策課への要請を元に捜査を行う事もよくあるとされる。

## 職掌
警察庁組織令 第39条で以下のように規定されている。

## 歴史
国際テロリズム対策課の起源は1977年のダッカ日航機ハイジャック事件にさかのぼる。日本赤軍の起こした事件に日本政府は対応できず、テロリストを釈放してしまった。そこで警察庁は国外逃亡中の日本赤軍メンバーを逮捕するため、1977年12月に警備局調査官室を設立した。調査官室は非公式な名称で、室員は「警備局公安第三課兼外事課所属」という肩書きを与えられた。
調査官室には語学研修・欧米大学院での研修・在外公館での勤務などを経験し、外国語が堪能な警察庁キャリアと警視庁及び各道府県警察本部のノンキャリア警察官が集められた。警察庁キャリアからは、大森義夫、平沢勝栄、安藤隆春などが調査官室に配属されている。調査官室は、中東・東南アジア・ヨーロッパなどで、各国の情報機関と協力して日本赤軍メンバーの捜査を行った。
調査官室は、1989年に「警備局外事第二課」、1994年に「警備局国際テロ対策室」となり、人数も数十名体制となっている。各国の情報機関との協力体制も確立し、1995年3月にはルーマニアで浴田由紀子が、1996年5月にはペルーで女性メンバーが、9月にはネパールで城崎勉が、1997年2月には、レバノンのベイルートで岡本公三、足立正生ら五人が逮捕された。2000年11月8日には日本赤軍の最高指導者重信房子を逮捕し、日本赤軍メンバーはほとんどが逮捕された。
2004年4月に外事情報部が新設された際に「国際テロ対策課」に格上げされて現在に至っている。

## 組織
国際テロリズム対策課の組織は全国の警察対テロ部門の統括を行う「企画担当」と海外からの情報収集を行う「情報担当」、海外でテロが発生した際に現地に入って捜査を行う「国際テロリズム緊急展開班」からなる。細かい担当は以下の通り。
企画担当
- 庶務係 - 作業統括を行う。警備企画課への報告も行う。

情報担当
- 収集係
  - 国外係 - 海外で外国情報機関などと接触し情報の収集、交換を行う。　
  - 国内係 - 国内で海外情報機関と接触し、情報交換を行う。

- 分析係

国際テロリズム緊急展開班（TRT-2）
日本人が海外でテロに巻き込まれた場合に出動する。詳しくは後述。

## 国際テロリズム緊急展開班
国外で日本人がテロ被害にあった際に出動し、情報収集や現地治安機関への捜査支援を行う部隊。在ペルー日本大使公邸占拠事件の教訓を元に1998年に設立された。メンバーは国際テロリズム対策課・警視庁公安部及び道府県警察本部警備部・同刑事部などから事前に登録されており、事件が発生すると直ちに数十人が選抜され現地に展開し、活動を開始する。メンバーの中には外事警察官のほか、鑑識、人質事件、爆発物の専門家などがいる。
前述のとおり、日本の国際テロ緊急展開チームの起源は1996年に発生した在ペルー日本大使公邸占拠事件である。この事件で、警察庁は24時間体制で関係省庁との連絡や情報収集を行ったほか、現地に警察病院の医者や看護師を派遣する等の支援を行った。人質解放後にはペルー警察に鑑識活動援助を行った。それらの経験や教訓を踏まえて1998年に「国際テロ緊急展開チーム」（TRT、Terrorism Response Team）」が設置された。
TRTは2001年に発生したコロンビア邦人副社長誘拐事件や2002年のバリ島爆弾テロ事件等の事件に投入されている。その後、国テロ対策課発足後の2004年8月により多彩な機能を持った「国際テロリズム緊急展開班」（TRT-2、Terrorism Response Team－Tactical Wing for Overseas）となり、今に至っている。
ちなみに国際テロリズム緊急展開班は特殊部隊ではない。警察の特殊部隊にはSATがいるが、日本政府は国際テロへの措置としてSATや自衛隊の特殊作戦群などを海外派遣する事は考えていないとされている。また、過酷な現場で長期捜査を行う事もある緊急展開チームは軍隊と同じく自己完結することが求められており、FBIやCIAなどのテロ緊急展開班では物資調達、通信、医療の担当官も存在するほか、武器の使用も認められている。しかし日本ではこの辺りの法律や物資の整備が進んでおらず、今後の課題となっている。
当然ながら、日本語が全く通じないエリアに派遣されるので、英語のみならずアラビア語、ペルシャ語などの高度な語学力が必要であり、外事警察官への本格的な語学研修が不可欠である。

### 出動した事件
- コロンビア邦人副社長誘拐事件（2001年2月）
- バリ島爆弾テロ事件（2002年10月）
- ジャカルタにおけるオーストラリア大使館前爆弾テロ事件（2004年9月）
- イラク日本人人質事件（2004年9月）[4]
- イラク日本人青年殺害事件（2004年10月）
- バリ島爆弾テロ事件（2005年10月）
- アルジェリア人質事件（2013年1月）[5]
- ISILによる日本人拘束事件（2015年1月）
- ダッカ・レストラン襲撃人質テロ事件（2016年7月）

## 登場する作品
- 麻生幾　『CO　ケースオフィサー』、産経新聞ニュースサービス（文庫本は幻冬舎文庫）、2004年